# Denis Chalifoux (homme politique)
Pour les articles homonymes, voir Denis Chalifoux et Chalifoux.
Denis Chalifoux, né le 9 novembre 1955 à Sainte-Agathe-des-Monts, est un vendeur et homme politique québécois, député de Bertrand à l'Assemblée nationale du Québec sous la bannière du Parti libéral du Québec de l'élection partielle du 6 octobre 1997 jusqu'à sa défaite aux élections générales québécoises de 1998.

## Biographie

### Jeunesse
Denis Chalifoux naît en 1955 de Maurice Chalifoux, un électricien, et de Gisèle Chalifoux. Il étudie à Sainte-Agathe, puis à Mont-Rolland (annexée en 1968 par Sainte-Adèle). Il obtient son diplôme d'études collégiales en sciences administratives au Cégep Lionel-Groulx à Sainte-Thérèse, puis en 2003 un baccalauréat ès arts à la Télé-université. 
Il est représentant des ventes pour le journal Le Sommet entre 1984 et 1985, puis est gérant en ventes au concessionnaire Hyundai de Sainte-Agathe en 1986. Il poursuit dans l'automobile, en étant gérant de Laurentides Nissan de 1987 à 2003. Il est copropriétaire de la Papeterie des Monts entre 1993 et 2007.

### Carrière politique
Inspiré par Damien Hétu, personnalité politique locale pour qui son père travaillait, Chalifoux s'est lancé en politique.
En 1990, il est élu conseiller municipal de la ville de Sainte-Agathe-des-Monts, poste qu'il occupe jusqu'en 1997, où il démissionne pour prendre part à la politique au niveau provincial. À l'élection partielle d'octobre 1997 à Bertrand, Chalifoux se présente, à la suite de l'annulation de l'élection de Robert Thérien, qui avait commis une fraude électorale à celles de 1994. Chalifoux est subséquemment défait aux élections de 1998,. 
Il est directeur de cabinet pour le vice-président de l'Assemblée nationale devenu président Michel Bissonnet de 1999 à septembre 2008,.
En 2009, il est élu maire de Sainte-Agathe et est réélu aux prochaines élections, en 2013. Il devient alors préfet de la municipalité régionale de comté des Laurentides jusqu'en 2018. Pendant son madat de maire, il est connu pour avoir essayé de promouvoir l'image de sa ville, qui subissait un déclin dû au détournement de la route 11.  À la fin de l'année 2018, Chalifoux contacte l'employeur du candidat d'opposition à la mairie Jean-François Blondin, connu pour ses critiques sur Chalifoux, en espérant user de sa position pour le faire quitter son emploi. Blondin a donc porté plainte, plainte qui s'est rendue jusque devant la Commission municipale du Québec, qui a conclu en décembre 2020 à la suspension du maire pendant trente jours. À la séance municipale du 19 janvier 2021, le maire annonce qu'il démissionne et ne poursuivra donc pas un prochain mandat aux élections de 2021, démission qui semble reliée à la décision prise par la CMQ un mois plus tôt, mais qui est niée par Chalifoux.

### Après la vie politique
Le 7 juillet 2007, il devient administrateur de la librairie Buroplus de Sainte-Agathe, et est employé par le ministère du Travail en 2009.
Il fait partie des conseils d'administration de la Corporation des Laurentides, du Centre hospitalier laurentien et de l'Union des municipalités du Québec.

## Résultats électoraux
| Résultats des élections municipales de 2017 |                                                            |                           |       |       |
| Partis | Partis                                                     | Candidats pour la mairie  | Vote  | %     |
| | Équipe Denis Chalifoux                                     | Denis Chalifoux (Sortant) | 2 334 | 56,80 |
| | Parti du renouveau agathois – Équipe Jean-François Blondin | Jean-François Blondin     | 1 775 | 43,20 |
| Taux de participation : 46,2 % |                                                            |                           |       |       |
| Source : « Élections municpales de 2017 - Candidatures et résultats pour Sainte-Agathe-des-Monts », sur Ministre des Affaires municipales et de l'Occupation du territoire, 6 novembre 2017 (consulté le 16 octobre 2022). |                                                            |                           |       |       |

| Résultats des élections municipales de 2013 |                        |                           |       |       |
| Partis | Partis                 | Candidats pour la mairie  | Vote  | %     |
| | Équipe Denis Chalifoux | Denis Chalifoux (Sortant) | 2 840 | 78,74 |
| | Parti Agathois Unis    | Richard Lavertue          | 779   | 21,53 |
| Taux de participation : 42,4 % |                        |                           |       |       |
| Source : « Élections municpales de 2013 - Candidatures et résultats pour Sainte-Agathe-des-Monts », sur Ministre des Affaires municipales, des Régions et de l'Occupation du territoire, 21 novembre 2013 (consulté le 16 octobre 2022). |                        |                           |       |       |

| Résultats des élections municipales de 2009 |                                               |                          |       |      |
| Partis | Partis                                        | Candidats pour la mairie | Vote  | %    |
| | Équipe Denis Chalifoux                        | Denis Chalifoux          | 1 225 | 31,1 |
| | Équipe Gilles Legault                         | Gilles Legault           | 1 088 | 27,6 |
| | Équipe Kathleen S. Labelle                    | Kathleen S. Labelle      | 711   | 18,1 |
| | Parti des citoyens de Sainte-Agathe-des-Monts | Sylvain Latreille        | 515   | 13,1 |
| | Indépendant                                   | Raymond Le Saux          | 280   | 7,1  |
| | Indépendant                                   | Michel Rivard            | 120   | 3,0  |
| Taux de participation : 47,6 % |                                               |                          |       |      |
| Source : « Élections municpales de 2009 - Candidatures et résultats pour Sainte-Agathe-des-Monts », sur Ministre des Affaires municipales, des Régions et de l'Occupation du territoire, 2010 (consulté le 16 octobre 2022). |                                               |                          |       |      |

|                                                                                               | Nom                       | Parti                 | Nombre de voix | %      | Maj.  |
| --------------------------------------------------------------------------------------------- | ------------------------- | --------------------- | -------------- | ------ | ----- |
|                                                                                               | Claude Cousineau          | Parti québécois       | 15 666         | 46,6 % | 1 743 |
|                                                                                               | Denis Chalifoux (sortant) | Libéral               | 13 923         | 41,4 % | -     |
|                                                                                               | Benoît Martin             | Action démocratique   | 3 725          | 11,1 % | -     |
|                                                                                               | Jacques Rose              | Démocratie socialiste | 125            | 0,4 %  | -     |
|                                                                                               | Pierre Montpetit          | Loi naturelle         | 98             | 0,3 %  | -     |
|                                                                                               | David Rovins              | Indépendant           | 59             | 0,2 %  | -     |
| Total                                                                                         | Total                     | Total                 | 33 596         | 100 %  |       |
| Le taux de participation lors de l'élection était de 77,4 % et 321 bulletins ont été rejetés. |                           |                       |                |        |       |

|                                                                                               | Nom                    | Parti                 | Nombre de voix | %      | Maj.  |
| --------------------------------------------------------------------------------------------- | ---------------------- | --------------------- | -------------- | ------ | ----- |
|                                                                                               | Denis Chalifoux        | Libéral               | 10 599         | 49,1 % | 2 753 |
|                                                                                               | Bernard Gilles Grenier | Parti québécois       | 7 846          | 36,3 % | -     |
|                                                                                               | Daniel Desjardins      | Action démocratique   | 2 956          | 13,7 % | -     |
|                                                                                               | Jacques Rose           | Démocratie socialiste | 204            | 0,9 %  | -     |
| Total                                                                                         | Total                  | Total                 | 21 605         | 100 %  |       |
| Le taux de participation lors de l'élection était de 53,4 % et 403 bulletins ont été rejetés. |                        |                       |                |        |       |